# Tubulo collettore
Il tubulo collettore (o dotto collettore), insieme ai dotti papillari del Bellini, costituisce la porzione terminale del nefrone. Esso accoglie il liquido proveniente dal tubulo contorto distale e lo convoglia nei dotti papillari    .

## Anatomia
I tubuli collettori decorrono lungo i raggi midollari della corticale renale e rappresentano la confluenza delle varie porzioni terminali dei tubuli contorti distali. Portandosi dalla corticale alla midollare, si uniscono tra loro a livello della piramide renale, formando i dotti papillari che, in un numero variabile di 15-30, si aprono nell'apice della papilla renale.

## Struttura
I tubuli collettori sono ricoperti da un epitelio semplice (monostratificato) cuboidale; tuttavia, la lunghezza delle cellule si modifica nei dotti di maggior calibro, assumendo un aspetto cilindrico nei dotti papillari. La popolazione cellulare prevalente è rappresentata da cellule dal citoplasma chiaro e dal nucleo rotondeggiante, con piccoli microvilli apicali. A queste si alternano cellule con un vistoso orletto a spazzola ricche di organuli (soprattutto mitocondri). Mentre le prime sono denominata cellule chiare le seconde vengono denominate  cellule scure.

## Funzione
Nelle cellule chiare dei dotti collettori si esplica l'azione dell'ormone antidiuretico secreto dalla neuroipofisi; questo ormone agisce promuovendo la fusione di vescicole citoplasmatiche contenenti acquaporine alla membrana cellulare. Questo meccanismo permette la concentrazione delle urine e la ritenzione di acqua nell'organismo. Le cellule scure svolgono invece un importante ruolo nel mantenimento dell'equilibrio acido-base promuovendo la secrezione attiva di ioni idrogeno e il riassorbimento di ioni bicarbonato.